# Drino cineracea
Drino cineracea är en tvåvingeart som först beskrevs av Wulp 1890.  Drino cineracea ingår i släktet Drino och familjen parasitflugor. Inga underarter finns listade i Catalogue of Life.